# Lliga CaixaBank d'Escala i Corda
La Lliga CaixaBank —abans coneguda successivament com a Circuit Bancaixa i Lliga Bankia— és la màxima competició professional de la modalitat d'escala i corda de pilota valenciana jugada en trinquet (esport).

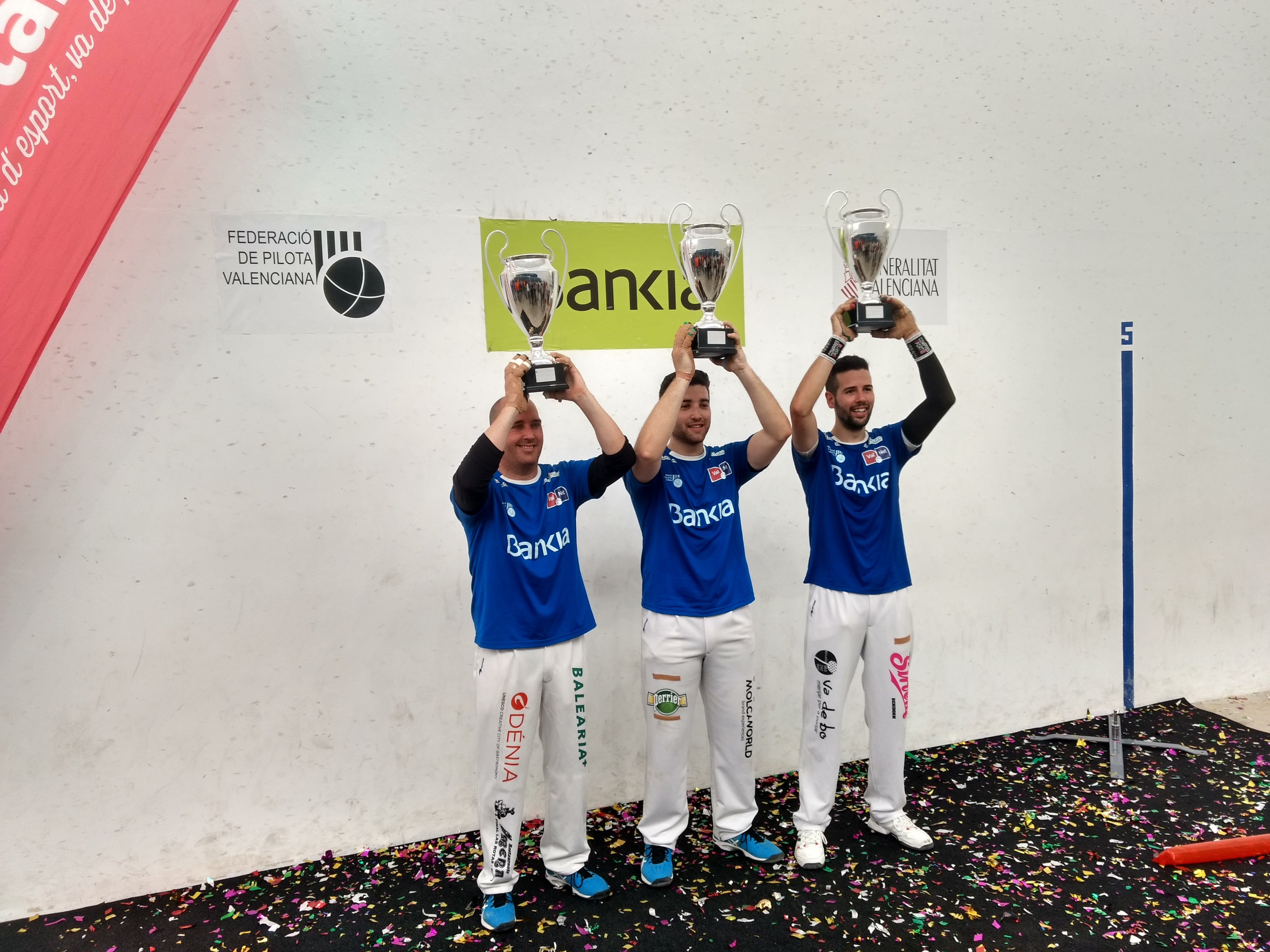
2017: Félix, Monra i Pere Roc

La primera edició de la lliga es disputà la temporada 1991-1992, organitzada per l'empresa Frediesport en els primers anys i per ValNet des de la temporada 2005/06, sempre amb la supervisió de la Federació de Pilota Valenciana.

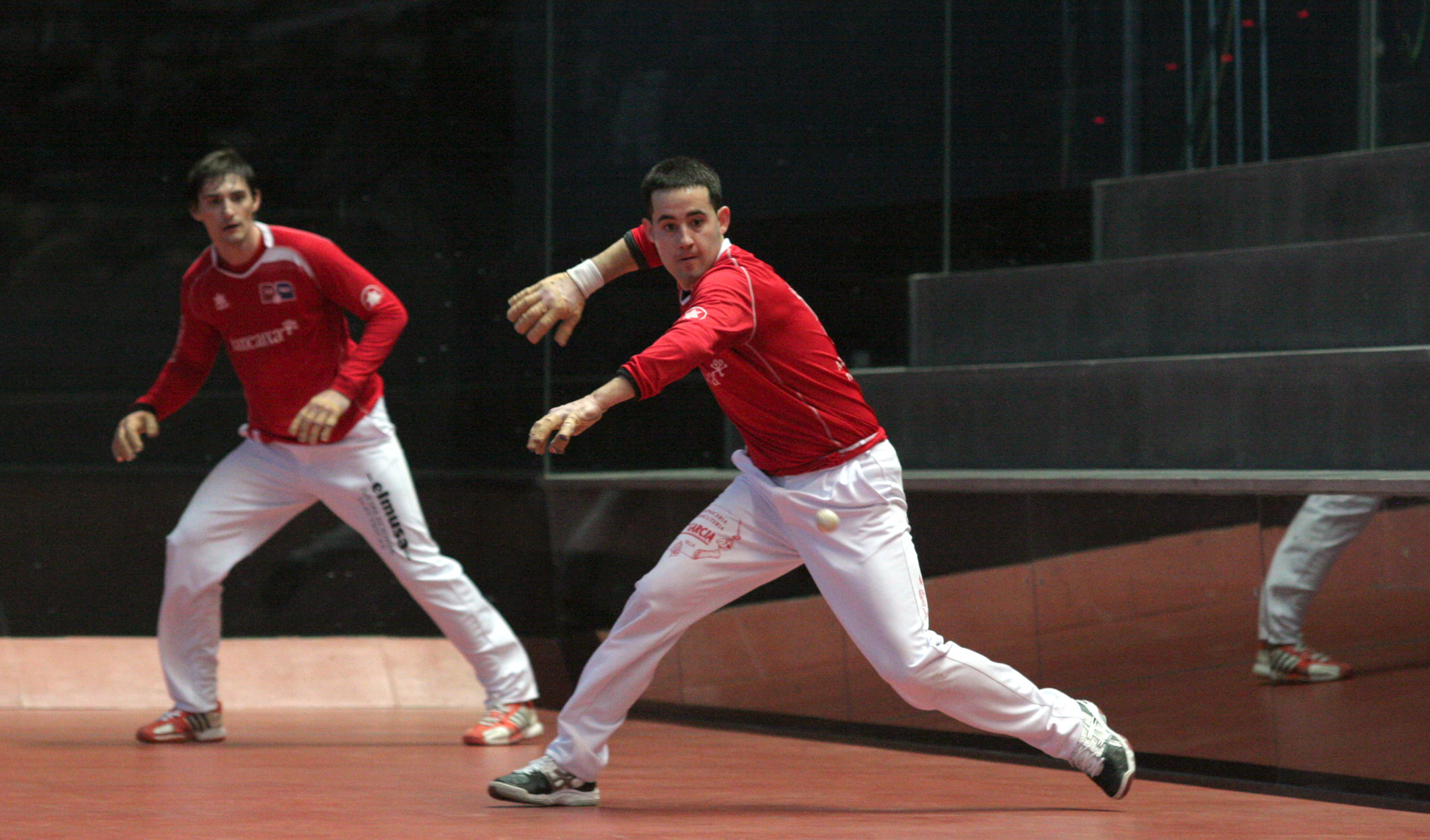
2013: Soro III i Jesús

## Història
El Circuit Professional fou una iniciativa de l'aleshores pilotaire i incipient empresari Alfred Hernando 'Fredi' l'any 1991. Anteriorment es disputava el Campionat Nacional d'Escala i Corda, un trofeu de menor entitat i impacte al qual Fredi feu un important gir incorporant el patrocini de la desapareguda Bancaixa, que li donà nom al Circuit fins al 2014. A més d'incorporar un patrocinador fort al torneig, l'aparició del Circuit Professional suposava implantar un calendari competitiu estable i amb major durada deixant en un segon pla les rutinàries "partides del dia a dia", costum que l'anterior Campionat Nacional no havia aconseguit superar. A més a més també s'aconseguí que la televisió pública valenciana RTVV s'implicara en el projecte.
Al Circuit Professional han competit des de l'inici els millors pilotaires del moment, figurant amb noms històrics com els de Sarasol I, Pigat II, Núñez o Álvaro.
Tradicionalment, els equips han estat formats per parelles o trios, enfrontant-se entre si malgrat la diferència de jugadors, que és compensada per llur qualitat a priori. En diverses edicions, com les de 2007/08, 2008/09 i 2009/10 en les quals es decidí confeccionar tots els equips participants en format de trio.
En l'edició del Circuit del 2013/2014 hi hagué dubtes sobre la continuïtat de Bancaixa com a principal patrocinador del torneig per la restructuració financera produïda a l'Estat espanyol en aquells anys. Aquest fet posà en dubte inclús la continuïtat de la competició per la manca de nous patrocinadors. Finalment, Bancaixa confirmà pocs dies abans de l'inici del Circuit desenvolupant-se la competició sense problemes. En l'edició següent, la de 2014/2015, Bancaixa ja no patrocinà l'esdeveniment esportiu per la greu crisi en què estava immersa. Tot i això ValNet, empresa organitzadora del Circuit, aconseguí un acord amb l'entitat Bankia (resultat de la fusió de l'antiga Bancaixa amb Caja Madrid) pocs dies abans de l'inici de la competició.

## Sistema de competició
El sistema de competició del Circuit Professional ha sofert modificacions al llarg de la seua història, el que no hi ha suposat canviar la seua condició de campionat de llarga durada mai. El Circuit sempre ha estat una competició jugada en diferents fases, amb semifinals i final que determinen el campió del Circuit.
La darrera modificació s'instaurà a l'edició 2011/2012 quan la primera fase que anteriorment es jugava en format de lliga on tots els equips s'enfrontaven entre si, ara disputen quatre Rondes o trofeus curts amb els seus quarts de final, semifinal i final que computen per a una classificació general que determinarà al final de les quatre rondes els quatre equips amb millor puntuació que disputaran les semifinals i final absoluta del Circuit. Altra modificació substancial s'implantà edicions enrere, concretament a l'edició 2005/2006, des de la qual les semifinals i la final absoluta del Circuit Professional es dirimeixen al millor de tres partides.

### Especificitats en el joc
El Circuit Professional d'Escala i Corda compta també amb una normativa específica pel que fa al joc. Des de les primeres edicions del Circuit s'implantaren aquestes normes amb l'objectiu de facilitar el seguiment televisiu de les partides.
- Puntuació inicial: Guanya l'equip que primer puntua 60 jocs. Per tal de fer les partides més ràpides, animar les postures (travesses) i forçar els jugadors a esforçar-s'hi des d'un bell inici, el marcador comença amb empat a jocs, 15-15.

- Galeries privades: L'equip que envie la pilota a les galeries del dau o del rest perdrà el quinze, d'això se'n diu que estan privades (o prohibides). D'aquesta manera s'obliga a jugar per dins del trinquet tot buscant rebots i racons en lloc de llençar-la a dalt a la mínima oportunitat. Això suposa un esforç addicional per als pilotaris, sobretot si juguen contra un trio, però augmenta l'espectacularitat de les jugades.

- La ferida: La primera falta del joc no compta. En la ferida, si la pilota no entra al dau, és falta i quinze de l'equip al dau, excepte que siga la primera falta d'aquesta mena en el joc en curs, llavors no compta.

- Els feridors: Abans de començar cada partida se sortegen els feridors, uns jugadors especials. D'aquesta manera, no saben per qui jugaran fins minuts abans. En cas de jugar un trio el punter pot fer de punter (com sol fer Tino), si no, el punter ha de començar cada quinze sota la corda del mig camp.
- Pilotes parades: Tota pilota que caiga a qualsevol part del rest de l'escala es considera parada i, per tant, l'equip que en aquell moment es trobe al rest haurà de jugar la pilota des del punt de l'escala on l'home bo determine que ha fet el bot.

### Sistema de puntuació
El sistema de puntuació que regeix durant la 1a fase o fase de rondes que determina la posició dels equips en la taula classificatòria és el següent:
- En cadascuna de les partides es fiquen en joc 3 punts, excepte en les finals de ronda, que comptaran amb 4 punts.
- L'equip que arribe a 60 suma 3 punts, sempre que l'altre equip no arribe a 50.
- En cas que l'equip perdedor arribe a 50 sumarà 1 punt, i el guanyador 2 punts.
- En cas d'empat en la classificació de la 1a fase entre dos o més equips, l'ordre de preferència per a desfer l'empat serà el següent:
  - L'equip que ha guanyat més partides
  - L'equip que ha guanyat més fases
  - L'equip que tinga el millor coeficient (puntuació comptant els jocs a favor i en contra)
  - Si persisteix l'empat, es fa un sorteig

## Palmarés
| Pilotaris              | Campionats | Campionats                    | Subcampionats | Subcampionats                 | Finals |
| ---------------------- | ---------- | ----------------------------- | ------------- | ----------------------------- | ------ |
| Tino                   | 5          | 2000, 2002, 2004, 2005 i 2007 | 5             | 1992, 1995, 1998, 2003 i 2012 | 10     |
| Sarasol II             | 4          | 1992, 1998, 1999 i 2008       | 5             | 1993, 2001, 2004, 2005 i 2007 | 9      |
| Álvaro                 | 4          | 1997, 2001, 2002 i 2012       | 4             | 1996, 2000, 2003 i 2006       | 8      |
| Tato                   | 3          | 2004, 2005 i 2006             | 4             | 2000, 2009, 2011 i 2013       | 7      |
| Javi                   | 1          | 2014                          | 5             | 2010, 2012, 2017, 2018 i 2020 | 6      |
| Pigat II               | 3          | 1993, 1995 i 1996             | 2             | 1994 i 1999                   | 5      |
| Puchol II              | 3          | 2015, 2020 i 2022             | 1             | 2013                          | 4      |
| Sarasol I              | 3          | 1992, 1998 i 1999             | 1             | 2004                          | 4      |
| Mezquita               | 3          | 2004, 2005 i 2006             | 1             | 2007                          | 4      |
| Félix                  | 3          | 2003, 2017 i 2019             | 1             | 2001                          | 4      |
| Genovés II             | 3          | 2008, 2009 i 2010             |               |                               | 3      |
| Salva                  | 3          | 2009, 2010 i 2012             |               |                               | 3      |
| Jesús                  | 3          | 2003, 2013 i 2018             |               |                               | 3      |
| Santi                  | 2          | 2015 i 2022                   | 3             | 2011, 2014 i 2019             | 5      |
| Oñate                  | 2          | 1997 i 2000                   | 3             | 2007, 2009 i 2010             | 5      |
| Pere Roc II            | 2          | 2017 i 2018                   | 3             | 2015, 2019 i 2020             | 5      |
| Pigat III              | 2          | 1995 i 1996                   | 2             | 1999 i 2006                   | 4      |
| Núñez                  | 2          | 2003 i 2007                   | 2             | 1998 i 2011                   | 4      |
| Pepet                  | 2          | 1993 i 1995                   | 1             | 1994                          | 3      |
| Dani                   | 2          | 2001 i 2011                   | 1             | 2015                          | 3      |
| Miguel                 | 2          | 2011 i 2016                   | 1             | 2008                          | 3      |
| Monrabal               | 2          | 2014 i 2017                   | 1             | 2015                          | 3      |
| Héctor                 | 2          | 2008 i 2016                   | 1             | 2022                          | 2      |
| Nacho                  | 2          | 2010 i 2019                   |               |                               | 2      |
| Soro III               | 1          | 2013                          | 3             | 2009, 2016 i 2017             | 4      |
| Carlos                 | 2          | 2018 i 2022                   | 1             | 2020                          | 3      |
| Tomàs II               | 1          | 2020                          | 2             | 2014 i 2022                   | 3      |
| Oltra                  | 1          | 1994                          | 2             | 1995 i 1997                   | 3      |
| Xatet II               | 1          | 1993                          | 1             | 1994                          | 2      |
| Fageca                 | 1          | 2014                          | 1             | 2012                          | 2      |
| Perele I               | 1          | 1994                          |               |                               | 1      |
| Perele II              | 1          | 1994                          |               |                               | 1      |
| Serrano                | 1          | 1996                          |               |                               | 1      |
| Muedra                 | 1          | 1997                          |               |                               | 1      |
| Ribera II              | 1          | 2000                          |               |                               | 1      |
| Canari                 | 1          | 2006                          |               |                               | 1      |
| Melchor                | 1          | 2007                          |               |                               | 1      |
| Héctor II              | 1          | 2009                          |               |                               | 1      |
| Pere                   | 1          | 2016                          |               |                               | 1      |
| De la Vega             | 1          | 2019                          |               |                               | 1      |
| Solaz                  |            |                               | 3             | 1995, 1996 i 2002             | 3      |
| León                   |            |                               | 3             | 2001, 2005 i 2014             | 3      |
| Pasqual II             |            |                               | 2             | 1993 i 2000                   | 2      |
| Herrera                |            |                               | 2             | 2012 i 2013                   | 2      |
| Guillermo              | 1          | 2020                          |               |                               | 1      |
| Edi                    |            |                               | 1             | 1992                          | 1      |
| Fenollosa              |            |                               | 1             | 1992                          | 1      |
| Puchol                 |            |                               | 1             | 1993                          | 1      |
| Joaquín                |            |                               | 1             | 1996                          | 1      |
| José María             |            |                               | 1             | 1997                          | 1      |
| Voro                   |            |                               | 1             | 1998                          | 1      |
| Sanchis                |            |                               | 1             | 1999                          | 1      |
| Cervera                |            |                               | 1             | 2002                          | 1      |
| Grau                   |            |                               | 1             | 2008                          | 1      |
| Raül II                |            |                               | 1             | 2008                          | 1      |
| Pedro                  |            |                               | 1             | 2010                          | 1      |
| Salva de Massamagrelll |            |                               | 1             | 2016                          | 1      |
| Bueno                  |            |                               | 1             | 2018                          | 1      |
| Francés                |            |                               | 1             | 2018                          | 1      |
| Monrabal II            |            |                               | 1             | 2019                          | 1      |

## Finals
| #   | Campions                   | Campions                        | Campions  | Subcampions | Subcampions | Subcampions | Resultats | Resultats | Resultats |
| #   | rest                       | mitger                          | punter    | rest        | mitger      | punter      |           | res.      | trinquet  |
| --- | -------------------------- | ------------------------------- | --------- | ----------- | ----------- | ----------- | --------- | --------- | --------- |
| 32a |                            |                                 |           |             |             |             | 1/1       |           | Pelayo    |
| 31a | Puchol II                  | Santi                           | Carlos    | Giner       | Tomàs       | Héctor      | 1/1       | 60—55     | Pelayo    |
| 30a | De la Vega                 | Javi                            | Carlos    | Giner       | Pere        | Álvaro G.   | 1/1       | 60—40     | Pelayo    |
| 29a | Puchol II                  | Tomàs                           | Guillermo | Pere Roc II | Javi        | Carlos      | 1/1       | 60—45     | Pelayo    |
| 28a | De la Vega                 | Félix                           | Nacho     | Pere Roc II | Santi       | Monrabal    | 1/1       | 60—50     | Pelayo    |
| 27a | Pere Roc II                | Jesús                           | Carlos    | Francés     | Javi        | Bueno       | 1/1       | 60—50     | Pelayo    |
| 26a | Pere Roc II                | Félix                           | Monrabal  | Soro III    | Javi        | ×           | 3/3       | 60—35     | Pelayo    |
| 26a | Pere Roc II                | Félix                           | Monrabal  | Soro III    | Javi        | ×           | 2/3       | 50—60     | Pelayo    |
| 26a | Pere Roc II                | Félix                           | Monrabal  | Soro III    | Javi        | ×           | 1/3       | 60—50     | Sueca     |
| 25a | Miguel                     | Pere                            | Héctor II | Soro III    | Salva       | ×           | 2/2       | 60—40     | Montcada  |
| 25a | Miguel                     | Pere                            | Héctor II | Soro III    | Salva       | ×           | 1/2       | 60—25     | Pelayo    |
| 24a | Puchol II                  | Santi                           | ×         | Pere Roc II | Dani        | Monrabal    | 2/2       | 60—55     | Montcada  |
| 24a | Puchol II                  | Santi                           | ×         | Pere Roc II | Dani        | Monrabal    | 1/2       | 60—55     | Pelayo    |
| 23a | Fageca                     | Javi                            | Monrabal  | León        | Santi       | Tomàs       | 3/3       | 60—50     | Montcada  |
| 23a | Fageca                     | Javi                            | Monrabal  | León        | Santi       | Tomàs       | 2/3       | 35—60     | Montcada  |
| 23a | Fageca                     | Javi                            | Monrabal  | León        | Santi       | Tomàs       | 1/3       | 60—40     | Pelayo    |
| 22a | Soro III                   | Jesús                           | ×         | Puchol II   | Tato        | Herrera     | 2/2       | 60—40     | Montcada  |
| 22a | Soro III                   | Jesús                           | ×         | Puchol II   | Tato        | Herrera     | 1/2       | 60—45     | Pelayo    |
| 2a  | Pigat II, Xatet II i Pepet | Puchol, Sarasol II i Pasqual II | 1/1       | 60—55       | Pelayo      |             |           |           |           |
| 1a  | Sarasol I                  | Sarasol II                      | ×         | Fenollosa   | Edi         | Tino        | 1/1       | 60—45     | Vila-real |

## Galeria de cartells

Cartell del Circuit Bancaixa del 2007/08

## Curiositats
- En el cartell de cada temporada apareix un muntatge amb fotografies dels membres de l'equip guanyador de la temporada anterior. Així, en el cartell del Circuit 2006/07 es veuen Mezquita, Tato (colpejant la pilota) i Canari en les seues respectives posicions d'escalater, mitger i punter.
- En el XVIII Circuit Professional (08/09), l'equip de Soro III, Tato i Oñate va aconseguir 15 victòries consecutives, és a dir, totes les partides excepte la primera i les dos de la final.